# Хероj (филм из 2007)
Херој је јапански филм из 2007. године.

## Улоге
| Глумац            | Улога             |
| ----------------- | ----------------- |
| Такуја Кимура     | Кохеј Курју       |
| Такаро Мацу       | Мајко Амамија     |
| Хироши Абе        | Мицугу Шибајама   |
| Нана Оцука        | Мисузу Накамура   |
| Такузо Кадоно     | Јитака Ушимару    |
| Масанобу Кацумура | Тацуо Јегами      |
| Фумијо Кохината   | Такајуки Суецугу  |
| Норита Јашима     | Кенџи Ендо        |
| Кијоши Kodama     | Тошимицу Набешима |
| Коширо Мацумото   | Исеј Гамо         |
| Ли Бон Хон        | Канг Мин-ву       |